# Пескантина
Пескантѝна (на италиански и на венециански: Pescantina) е град и община в Северна Италия, провинция Верона, регион Венето. Разположен е на 80 m надморска височина. Населението на общината е 17 128 души (към 2016 г.).